# Concórdia (ort)
Concórdia är en ort i Brasilien.   Den ligger i kommunen Concórdia och delstaten Santa Catarina, i den södra delen av landet, 1 300 km söder om huvudstaden Brasília. Concórdia ligger 592 meter över havet och antalet invånare är 55 367.
Terrängen runt Concórdia är lite kuperad. Det finns inga andra samhällen i närheten.
I omgivningarna runt Concórdia växer huvudsakligen savannskog. Runt Concórdia är det ganska tätbefolkat, med 108 invånare per kvadratkilometer.